# Distoleon lebasinus
Distoleon lebasinus är en insektsart som först beskrevs av Navás 1931.  Distoleon lebasinus ingår i släktet Distoleon och familjen myrlejonsländor. Inga underarter finns listade i Catalogue of Life.